# Класифікація вуглеводнів нафт
Класифікація вуглеводнів нафт (рос. классификация углеводородов нефтей; англ. oil hydrocarbons classification; нім. Klassifikation f von Erdölkohlenwasserstoffen m pl) – розподіл вуглеводнів нафт на дві групи: перетворені вуглеводні, реліктові вуглеводні. 
До реліктових вуглеводнів відносяться нормальні і ізопреноїдні алкани, циклічні ізопреноїди – стерани, тритерпани та ін. У свою чергу, реліктові вуглеводні нафт можна поділити на вуглеводні ізопреноїдного та неізопреноїдного типу. 
Група ізопреноїдних реліктових вуглеводнів у нафтах складається із значно більшого числа різних сполук, ніж група неізопреноїдних вуглеводнів. 
Реліктові вуглеводні неізопреноїдного типу представлені, в основному, аліфатичними сполуками, а ізопреноідного типу – аліфатичними вуглеводнями з числом циклів у молекулі від одного до п’яти. 
Найважливішою властивістю реліктових вуглеводнів нафти є їх гомологічність. 
Виділяють гомологічні ряди 2-метилалканів, 3-метилалканів, 4-метилалканів, 1-метил-2-алкілциклогексанів, 1-метил-3-алкілциклогексанів тощо.